# Colours in my dream
Colours in my dream est le second EP du groupe Jad Wio, sorti en 1985, sous le label L'Invitation au suicide.
Enregistré et produit par Barner et Jad Wio en février 1985 au Studio Garage à Paris, il est mixé par Bernard Natier et Jad Wio.

## Titres
- Face A

1. Colours in my Dream (Jad Wio)
2. Rythm'n Box Bunny (Jad Wio)

- Face B

1. Walkin the Sky With Diamonds (Jad Wio)
2. Taïba (A Muslim in the West) (Jad Wio)
3. Paint It, Black (Mick Jagger/Keith Richards)